# Malcolm Gets
Malcolm Gets (Waukegan, 28 december 1963), geboren als Hugh Malcolm Gerard Gets, is een Amerikaans acteur. 
Gets is waarschijnlijk het best bekend van de vaste rol in de komische serie Caroline in the City, die vier seizoenen liep.

## Biografie
Gets werd geboren in Waukegan en heeft een broer en twee zussen, zijn ouders groeide allebei op in Londen. Hij verhuisde met zijn gezin al snel na geboorte naar New Jersey om daarna op zijn vijfjarige leeftijd naar Gainesville (Florida) te verhuizen. Hij was al op vroege leeftijd geïnteresseerd in kunst en op negenjarige leeftijd kreeg hij les in pianospelen en op veertienjarige leeftijd nam hij les in zingen. Gets doorliep de high school aan de Buchholz High School in Gainesville en op zestienjarige leeftijd ging hij maar de Universiteit van Florida en haalde daar zijn Bachelor of Arts in theater. Vervolgens ging hij naar de Yale Drama School om daar zijn Master of Fine Arts te halen.
Gets begon in 1984 met acteren in de televisieserie American Playhouse. Hierna heeft hij nog enkele rollen meer gespeeld in televisieseries en films. hij is vooral bekend van zijn rol als Richard Karinsky in de televisieserie Caroline in the City waarin hij in zevenennegentig afleveringen speelde (1995-2000).
Gets is ook actief in het theater, hij maakte in 1995 zijn Broadway in het toneelstuk The Moliére Comedies. Hierna heeft hij nog meerdere rollen gespeeld op Broadway, en naast Broadway is hij ook actief in lokale theaters en off-Broadway.

## Filmografie

### Films
Uitgezonderd korte films. 
- 2016: Miles - als Timothy Schultz
- 2016: Confirmation - als Arlen Specter
- 2015: Emily & Tim - als Emile
- 2009: Grey Gardens – als George Strong
- 2008: Sex and the City – als agent
- 2005: Little Boy Blues – als Michael
- 2005: Adam & Steve – als Steve Hicks
- 2002: Love in the Time of Money – als Robert Walker
- 2001: Thirteen Conversations About One Thing – als de architect
- 1994: Mrs. Parker and the Vicious Circle – als F. Scott Fitzgerald

### Televisieseries
Uitgezonderd eenmalige gastoptredens. 
- 2016: Suits - als professor Dunbar - 4 afl.
- 1995-2000: Caroline in the City – als Richard Karinsky – 97 afl.
- 1994: As the World Turns – als Ron Gillette - ? afl.

## TheaterwerkBroadway
- 2013-2014: Macbeth - als Witch / Angus
- 2009: The Story of My Life - als Alvin Kelby
- 2002: Amour - als Dusoleil
- 1995: The Molière Comedies - als Valère

- Gemeinsame Normdatei: 135129338
- International Standard Name Identifier: 0000 0000 5551 9855
- Library of Congress Control Number: no98011141
- SNAC: w6m35hph
- Virtual International Authority File: 38987085
- WorldCat: E39PBJdCkjy3YyRtdhRb3Jb68C